# 詹-麥可·文生
詹-麥可·文生（英語：Jan-Michael Vincent，1944年7月15日—2019年2月10日），美國男演員。知名於電視劇《飛狼》（1984年至1987年）中主演史特林·霍克，以及電影《偉大的星期三》（1978年）中主演麥特·強森一角。此外，他曾憑在電影《返鄉》（1971年）和電視劇《戰爭之風》（1983年）中的演出而使自己提名了兩次金球獎。
在電影於2002年3月發行後，文生從業界退休。

## 個人生活
2014年10月，文生在接受《National Enquirer》採訪時透露，因2012年後他的右腿感染了周邊動脈阻塞，使得其右腿被截肢至略低於膝蓋，此後他只能靠義肢和輪椅來行動。他還透露，他的稅務債務超過了7萬美元。
依據一篇於2009年7月的文章，當時文森住在密西西比州的維克斯堡附近。
文森於美國時間2019年2月10日因為心搏停止過世於北卡羅來納醫院，享壽74歲。

## 其他媒體
2015年9月，詹-麥可·文生在《瑞克和莫蒂》第二季第八集中被惡搞，其中包括一部名為《Jan Quadrant Vincent 16》的虛構電影。

## 外部連結
- 詹-麥可·文生在互联网电影资料库（IMDb）上的資料（英文）
- Whatever Happened To: Jan Michael Vincent （页面存档备份，存于）